# Gama

Gama — majuskulní i minuskulní varianta

Gama (majuskulní podoba Γ, minuskulní podoba γ, řecký název γάμμα) je třetí písmeno
řecké abecedy. V systému řeckých číslovek
má hodnotu 3. Z tohoto písmene vznikla písmena 'C' a 'G' v
latince a písmena 'Г' a 'Ґ' v cyrilici.
V moderní řečtině reprezentuje buď znělou velární frikativu ([ɣ]IPA) nebo znělou palatální frikativu ([ʝ]IPA). Ve
starořečtině reprezentovalo znělou velární plozivu ([ɡ]IPA). Před velárními souhláskami znamená jak v starořečtině tak v moderní řečtině velární nazálu ([ŋ]IPA).

## Použití
Písmene 'Γ' se používá například jako symbolu pro:
- Gama funkci v matematice

Písmene 'γ' se používá například jako symbolu pro:
- Lorentzův faktor v teorii relativity ve fyzice
- záření gama v jaderné fyzice
- foton ve fyzice
- Gama mozkové vlny při měření Elektroencefalogramem
- mutaci P.1 koronaviru SARS-CoV-2, pocházející z Brazílie

## Reprezentace v počítači
V Unicode je podporováno jak
- majuskulní gama
  - U+0393 GREEK CAPITAL LETTER GAMMA
- tak minuskulní gama
  - U+03B3 GREEK SMALL LETTER GAMMA

V HTML je možné je zapsat pomocí &#915; respektive
&#947, případně pomocí HTML entit
&Gamma; respektive &gamma;.
V LaTeXu je možné minuskulní gama napsat pomocí příkazu
\gamma, majuskulní pomocí \Gamma.